# 腾势汽车
深圳腾势新能源汽车有限公司，简称腾势汽车，是位于中国的一家定位高端的电动汽车制造商，公司由比亚迪和梅赛德斯-奔驰集团（原戴姆勒）於2010年合资成立。2024年9月转为比亚迪全资子公司。

## 历史

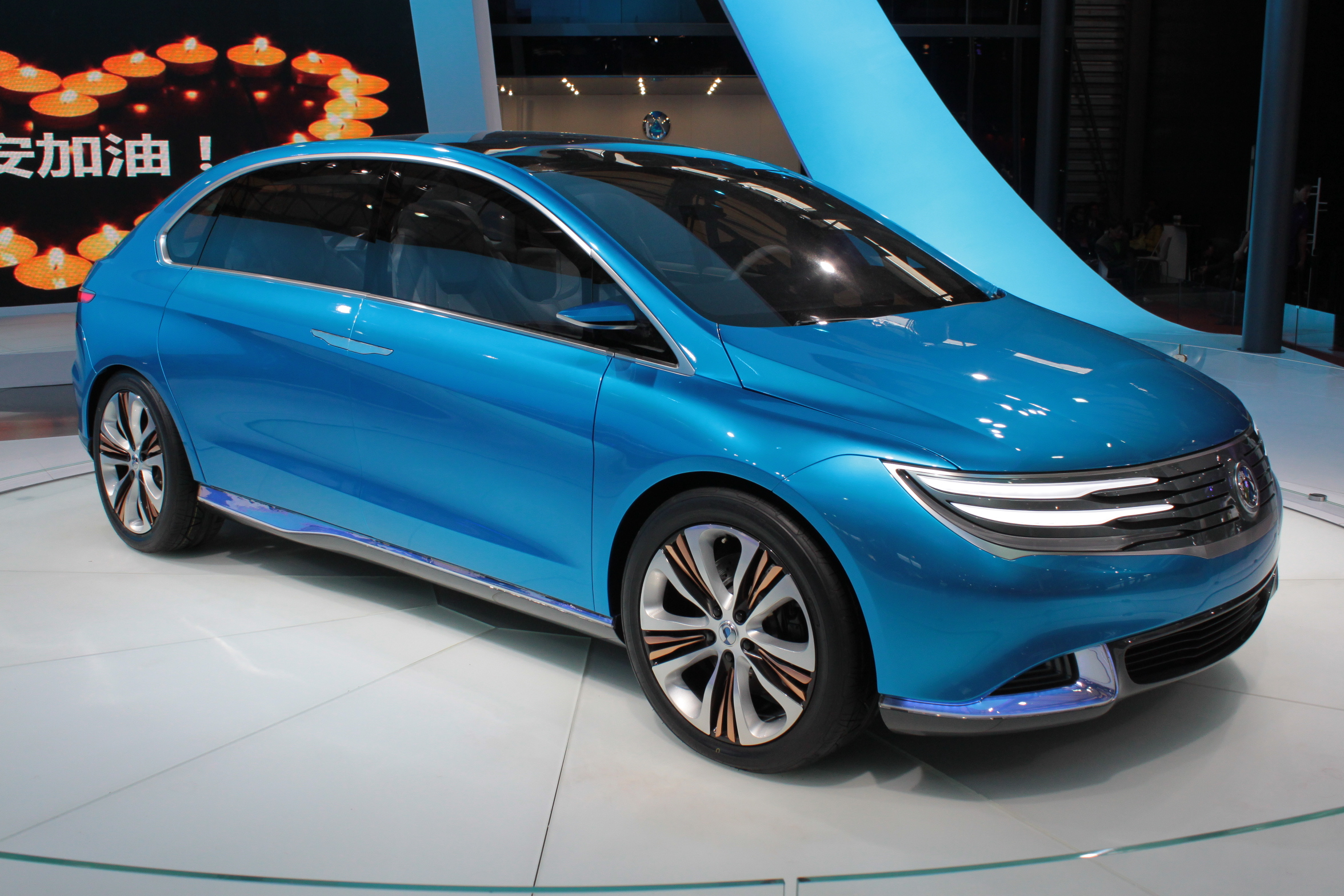
2013年上海车展时展出的概念车

2010年3月1日，比亚迪汽车与戴姆勒签署联合开发电动汽车的谅解备忘录。双方合作促成组建合资公司——深圳比亚迪戴姆勒新技术有限公司，于2010年5月27日成立，并于2011年3月获得营业执照。2012年3月，合资公司正式推出“騰勢”品牌，其首款概念车于2012年4月在北京车展上首次亮相。而量产版本将作为一款豪华车销售。
虽然腾势的首款车型定于2014年9月在北京、上海和深圳推出，但同年6月，发布日期被推迟至2014年底，最终该车于同年12月首次亮相。当时新能源汽车的销售依赖于政府提供的补贴。2014年12月，腾势推出首款车型时，购买该车型的消费者可享受7.8万元人民币的补贴，补贴总额取决于购买地点，但最高可享受12万元人民币的补贴。在北京的购车者可免于车牌摇号，而在上海和深圳的购车者可免费领取车牌。
2016年12月7日，「深圳比亚迪戴姆勒新技术有限公司」正式更名为「深圳腾势新能源汽车有限公司」。2018年，腾势新能源汽车经改造升级后，更名为腾势500。
2019年11月，腾势推出基于第二代比亚迪唐的第二款车型。该车的设计得到了梅赛德斯-奔驰设计师的大量参与，奔驰团队负责外部和内部设计。该车型定名为腾势X，于2020年底开始销售。
2021年2月，德国《商报》报道称，腾势的共同所有者之间的关系陷入危机，因为其销量未达到梅赛德斯的预期，据称梅赛德斯表示希望结束该合作关系。然而，这一消息遭到否认。同年12月，腾势双方股东比亚迪和戴姆勒再次向腾势增资10亿元，同时签订股权转让协议。完成转让后，比亚迪持有腾势90%的股权，而戴姆勒的持股比例下降至10%。自此腾势成为比亚迪绝对控股的子公司。
2022年5月16日，重组后的腾势举行发布会，发布新视觉形象和未来的产品矩阵规划，旗下新推车型将以D、E、N、Z、A字母开头来命名。同年8月，腾势D9MPV发布，有插电式混合动力和纯电动两种版本。该公司宣布扩大其经销商网络，计划到2022年底在中国大陆范围内开设270个新经销商。同年12月，騰勢汽車與騰訊達成戰略合作，也是騰訊入局車企與互聯網造車，發展低碳出行的重要基石之一。
2023年3月，腾势推出重组后的第二款新车型腾势N7，系一款纯电SUV。同月，腾势又推出一款基于腾势X的大型SUV腾势N8。
2024年4月，腾势Z9GT通过工信部产品目录，定位为智能豪华旗舰轿车，面向全球市场，于8月20日开启预售。发布会上，腾势汽车推出专属技术平台“易三方”。6月，腾势汽车进入香港市场，推出右驾版的腾势D9，首家境外旗舰店在九龙湾开业。7月，腾势汽车在柬埔寨设立首家门店。9月16日，比亚迪宣布收购梅赛德斯-奔驰集团所持腾势10%的股权，腾势汽车由此转为比亚迪全资子公司。

## 车型

### 现存车型
- 腾势D9（2022年至今），全尺寸MPV，有纯电动和插电混动两个版本
- 腾势N7（2023年至今），中型纯电动SUV
- 腾势N9（英语：Denza N9）（2025年至今），全尺寸SUV，有纯电动和插电混动两个版本
- 腾势Z9（英语：Denza Z9）（2024年至今），全尺寸轿车，有纯电动和插电混动两个版本
- 腾势Z9GT（英语：Denza Z9 GT）（2024年至今），全尺寸斜背車，有纯电动和插电混动两个版本

### 停产车型
- 腾势300，2014年推出[30]
- 腾势400，2017年推出，中型掀背车[31]
- 腾势500（2014年至2019年），紧凑型纯电动SUV
- 腾势X（2019年至2021年），中型SUV，有纯电动和插电混动两个版本
- 腾势N8（2023年至2024），中型插电混动SUV

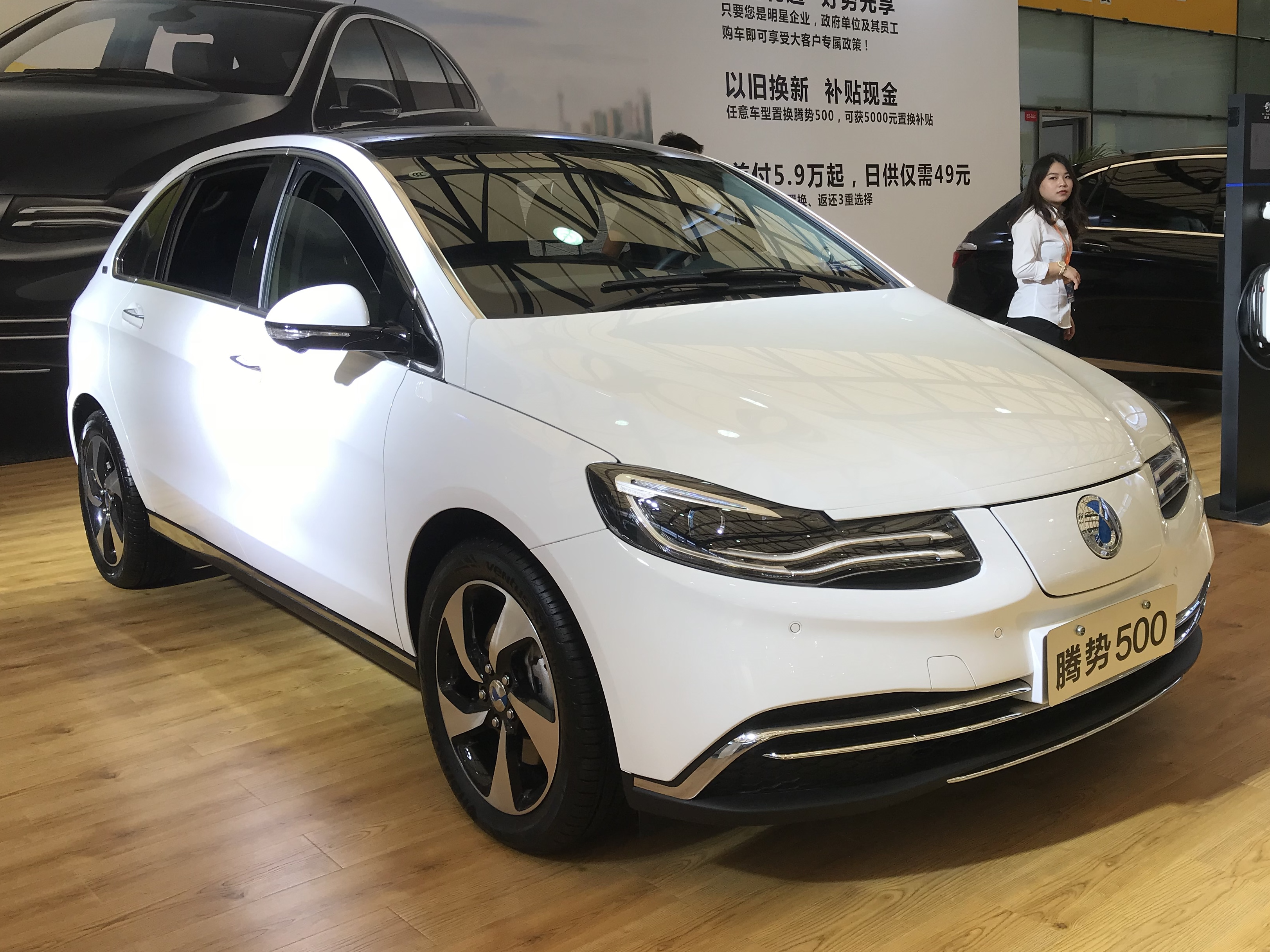
腾势500
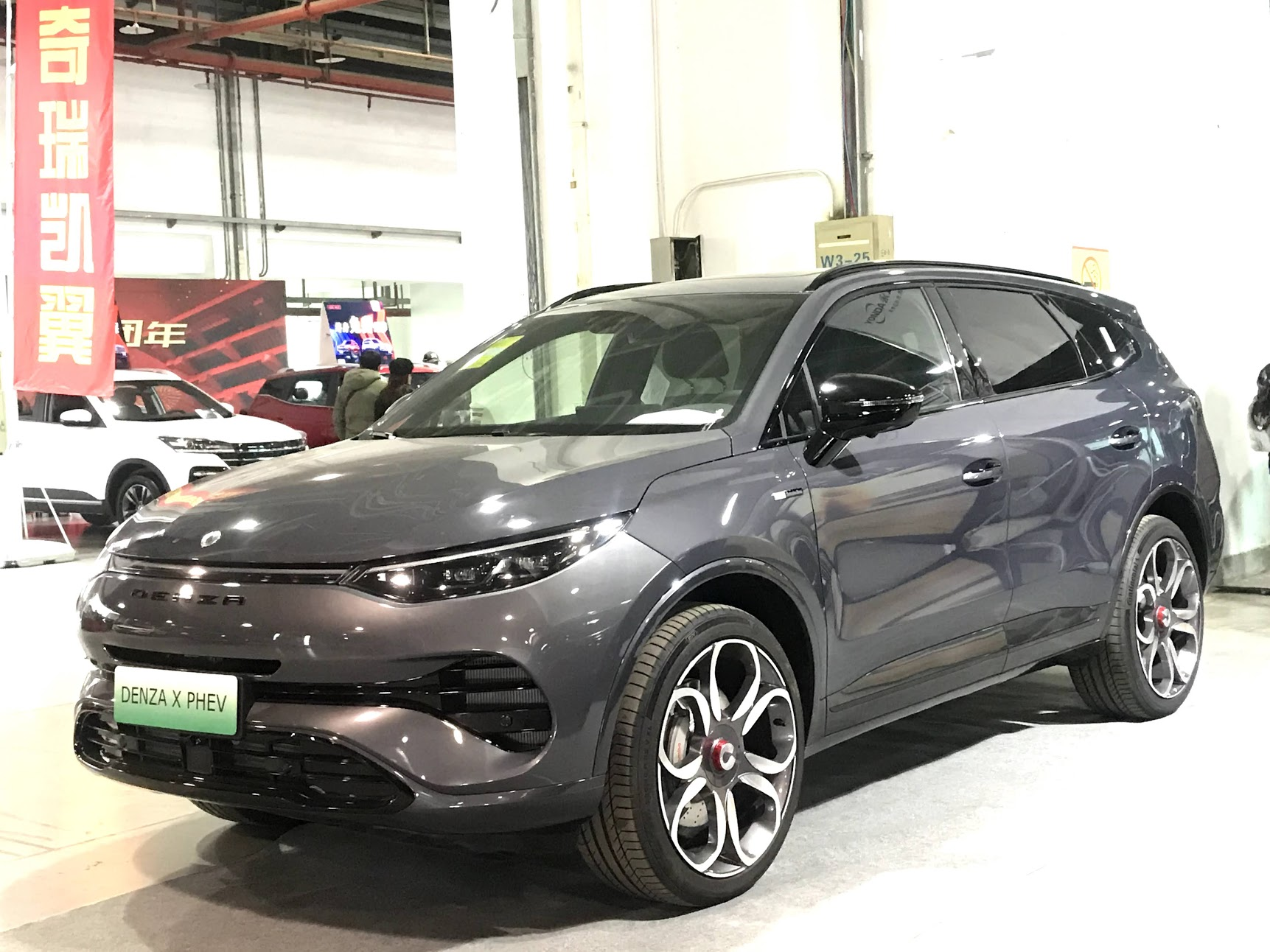
腾势X
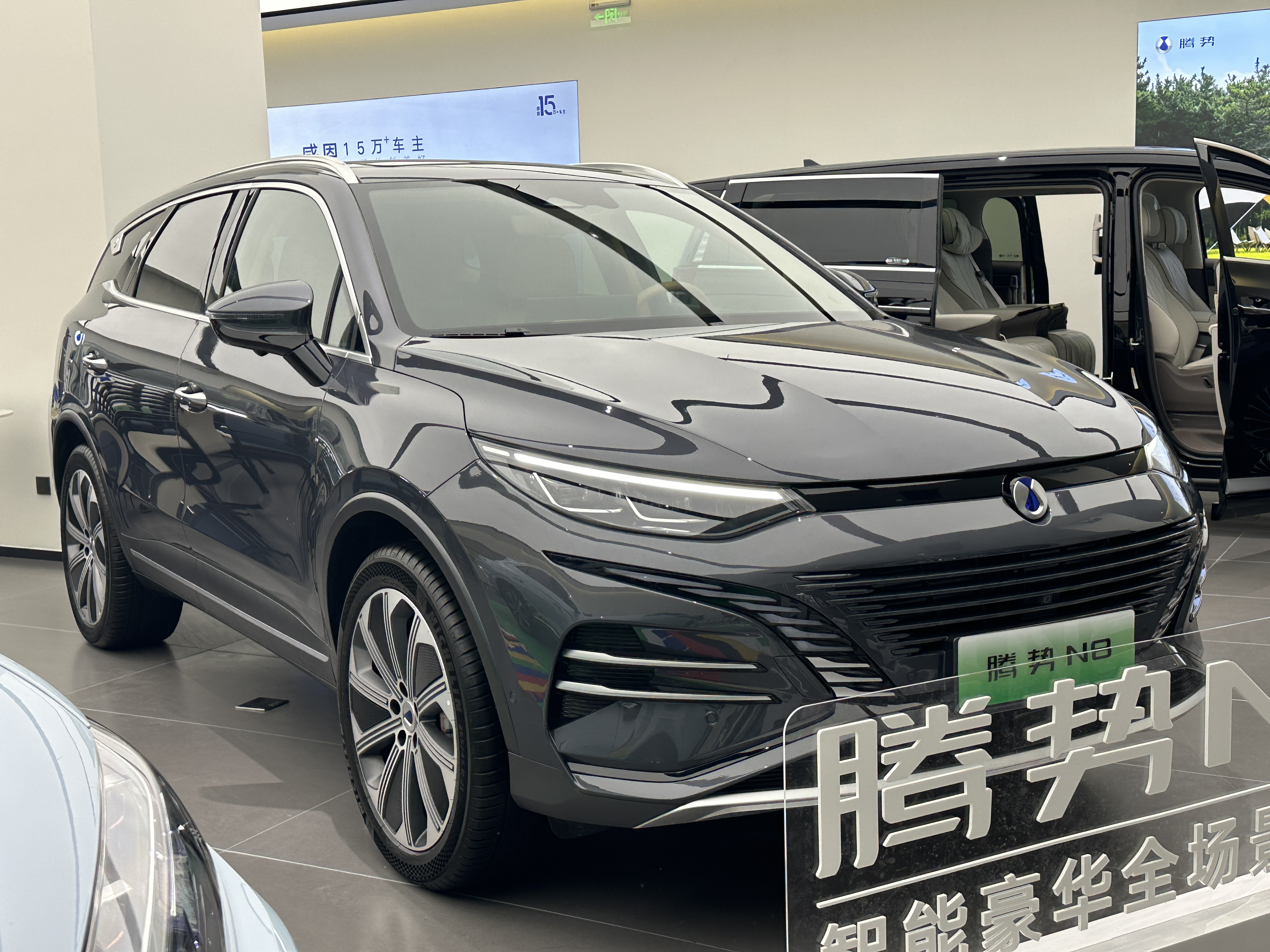
腾势N8
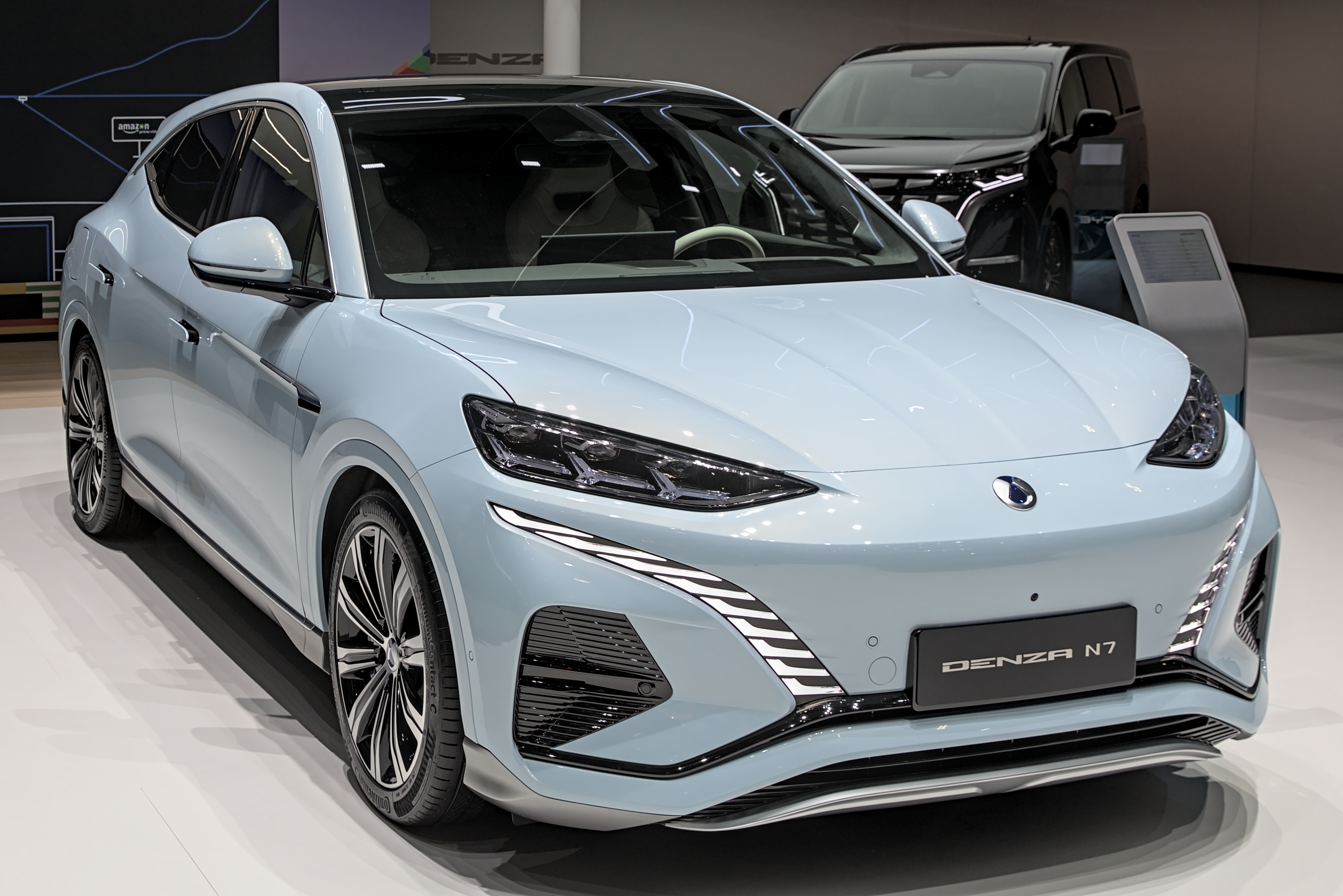
腾势N7
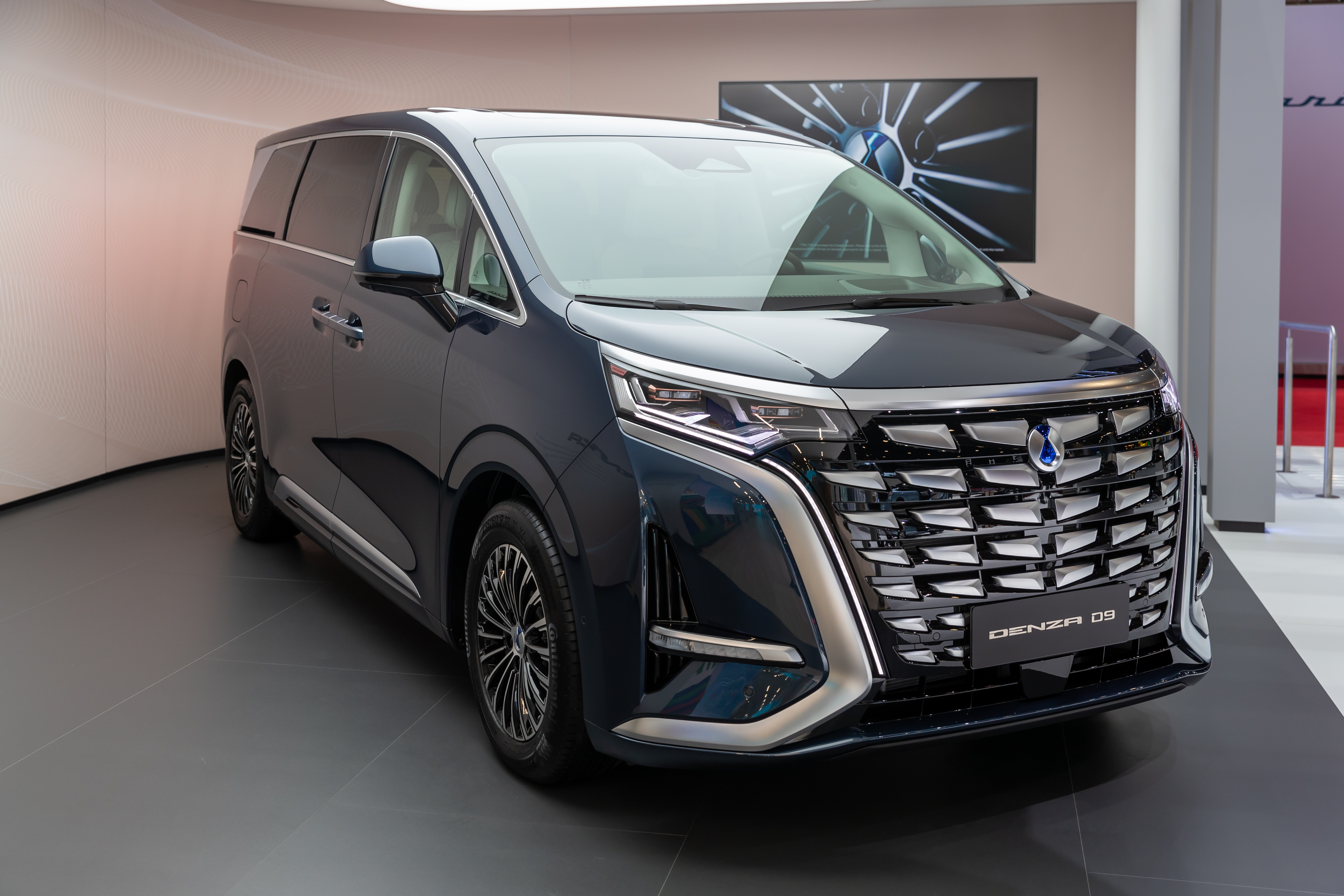
腾势D9
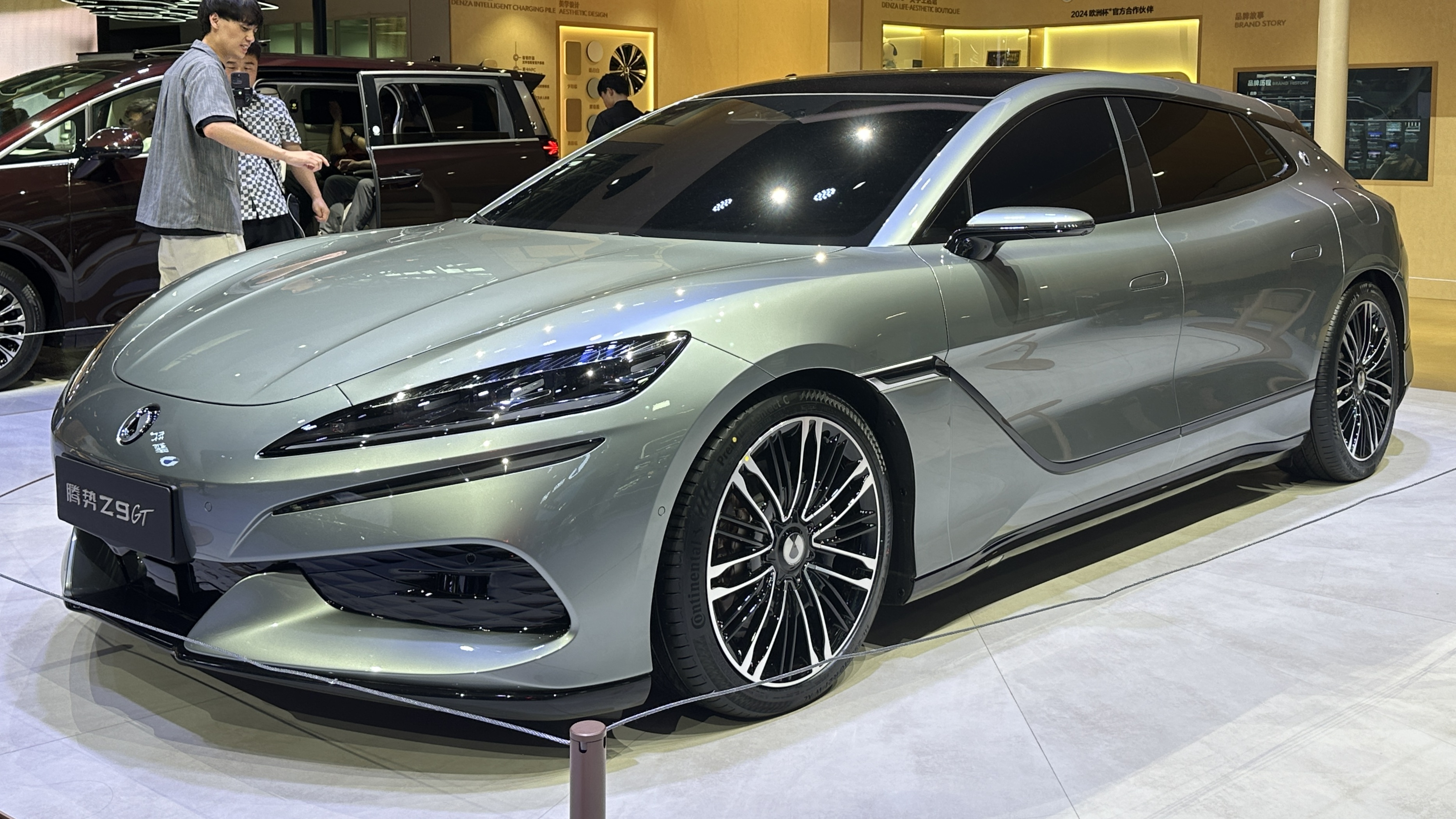
腾势Z9GT